# HD17094
HD17094 — хімічно пекулярна зоря спектрального класу F0, що має видиму зоряну величину в смузі V приблизно 4,5.
Вона  розташована на відстані близько 84,3 світлових років від Сонця.

## Фізичні характеристики
Зоря HD17094 обертається 
досить швидко 
навколо своєї осі. Проєкція її екваторіальної швидкості на промінь зору становить Vsin(i)= 63км/сек.